# ソアレス・ド・メイレレス (U21)
ソアレス・ド・メイレレス（U21 Soares de Meirelles）は、ブラジル海軍の病院船（Navios de Assistência Hospitalar,NAsH）の艦級。同型艦は有さない。
船名は海軍の首席軍医にしてブラジル海軍保健隊 (CSM) 後援者であり、ブラジル国立医学アカデミーの設立者の一人であるジョアキム・カンディド・ソアレス・ド・メイレレス（JOAQUIM CÂNDIDO SOARES DE MEIRELLES）にちなむ。
ブラジル海軍の河川病院船は本級も含め、異名として「希望の船（Navios da Esperança）」と呼ばれている。

## 概要
本級は2008年に河川用旅客船として建造され2008年に就役、その後病院船への改装工事を施され、2010年にブラジル海軍に編入された病院船である。
幅広で喫水が浅い船型をしており、アマゾナス州、アマパ州、パラー州の内陸河川沿いの住民に対する医療支援を中心に活動している。
船内の医療設備により軽易な手術を含む各種の医科歯科の診断、治療を提供する事が可能であり、患者の移送手段として小型高速ボート2隻を搭載している。ただし、ヘリコプターの運用能力は持たない。

## 設計
元々旅客船として就役し、大規模な改装工事を経て病院船として再就役した。改装に置いては病院区画と居住区の準備と仕上げ、シャフト・プロペラの交換、操舵システムのオーバーホール、電機システムの換装、操縦用の新システムの導入、水・燃料タンクの増設、それらに伴うネットワーク制御バルブや構造補強、溶接部の補強、レーダーや軍用装備の設置を行った。居住設備としては士官用20室、下士官用24室、水兵用26室が全室個別ロッカー付きで用意されている。
医療設備として、2台の固定式歯科診療台と1台の可搬式歯科診療台を有し歯科治療と小児口腔外科治療を行う歯科診療室1室、薬局、予防接種室、レントゲン室、マンモグラフィー室、それに婦人科診療台、除細動器、心電図・心臓モニター、コンプレッサー・滅菌室で構成される診療室を有する。
患者移送用の装備として2隻の高速ボートを搭載しており、外傷性脳損傷で意識喪失の少年患者を都市部病院へ緊急搬送する等の用途に使用されている。
航海用に航行レーダーを装備している。

## 来歴・運用
本船は、2008年にマナウスの造船所「W.A.Comercio e Transporte e Navegacao Ltda」において旅客船「ルドヴィコ・セラーニ（Ludovico Celani）」として建造・就役した。その後、ブラジル海軍と保健省の協力のもとに病院船へ改装工事が実施され、2010年11月23日、病院船「ソアレス・ド・メイレレス」としてブラジル海軍へ編入された。本船は西アマゾン地域を管轄とするブラジル海軍第9海軍管区に所属している。

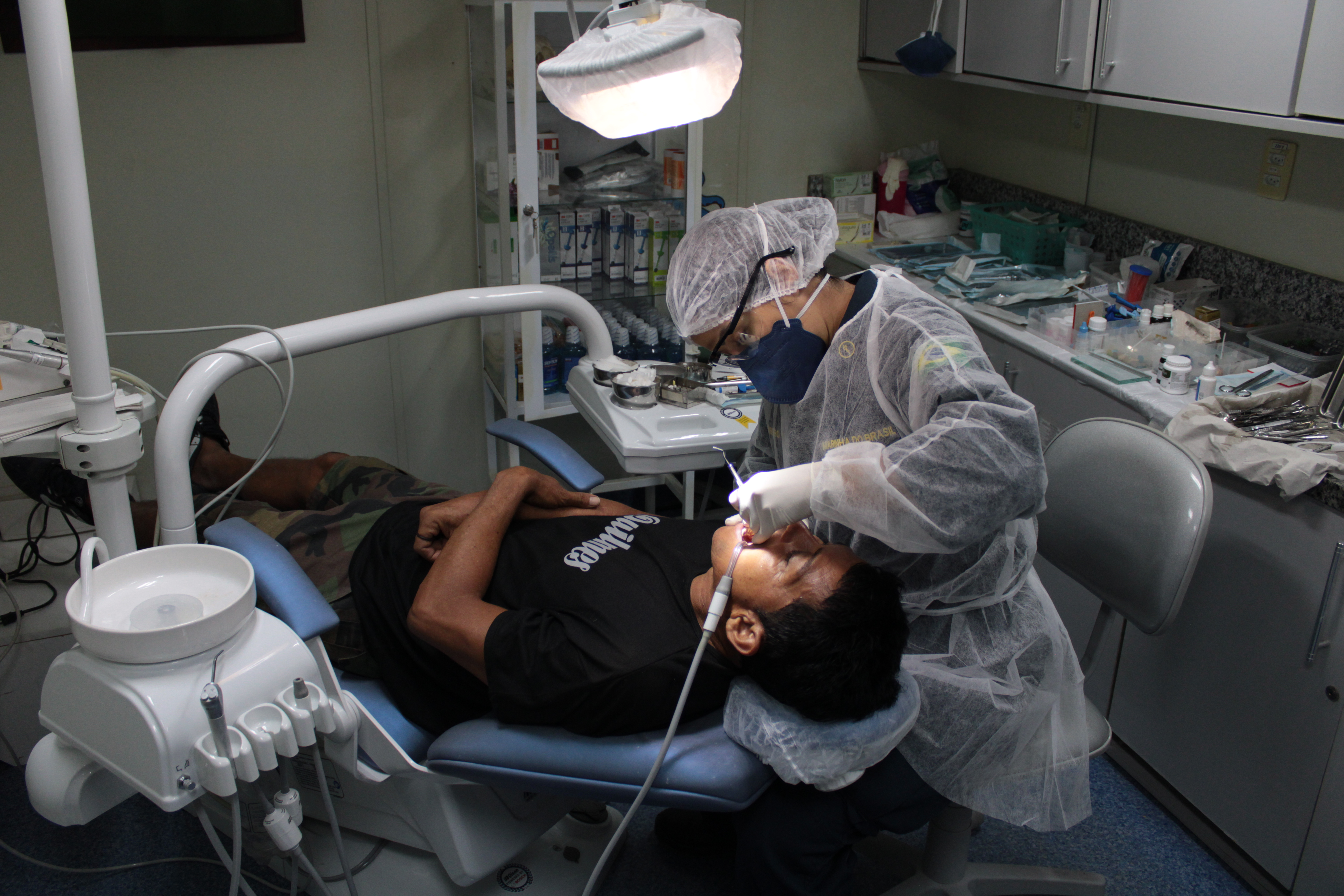
歯科診療を行う医療チーム

本船は市民防衛活動（人道的活動や自然災害対処）、医療・歯科治療支援、河岸住民のための市民社会活動（Ações Cívico Sociais ,ACISO）、病院支援活動（ASSHOP, Assistência Hospitalar）に従事しており、アマゾナス州、アマパ州、パラー州の内陸河川沿いの住民に医療サービスを提供している。基本的な医療活動においては医療相談、臨床検査、迅速検査、医薬品の配布、ワクチン接種などが行われ妊婦の出産にも対応する。
長期の干ばつ発生時などの被災地支援の場合は、食料バスケットの輸送・配給も行う。

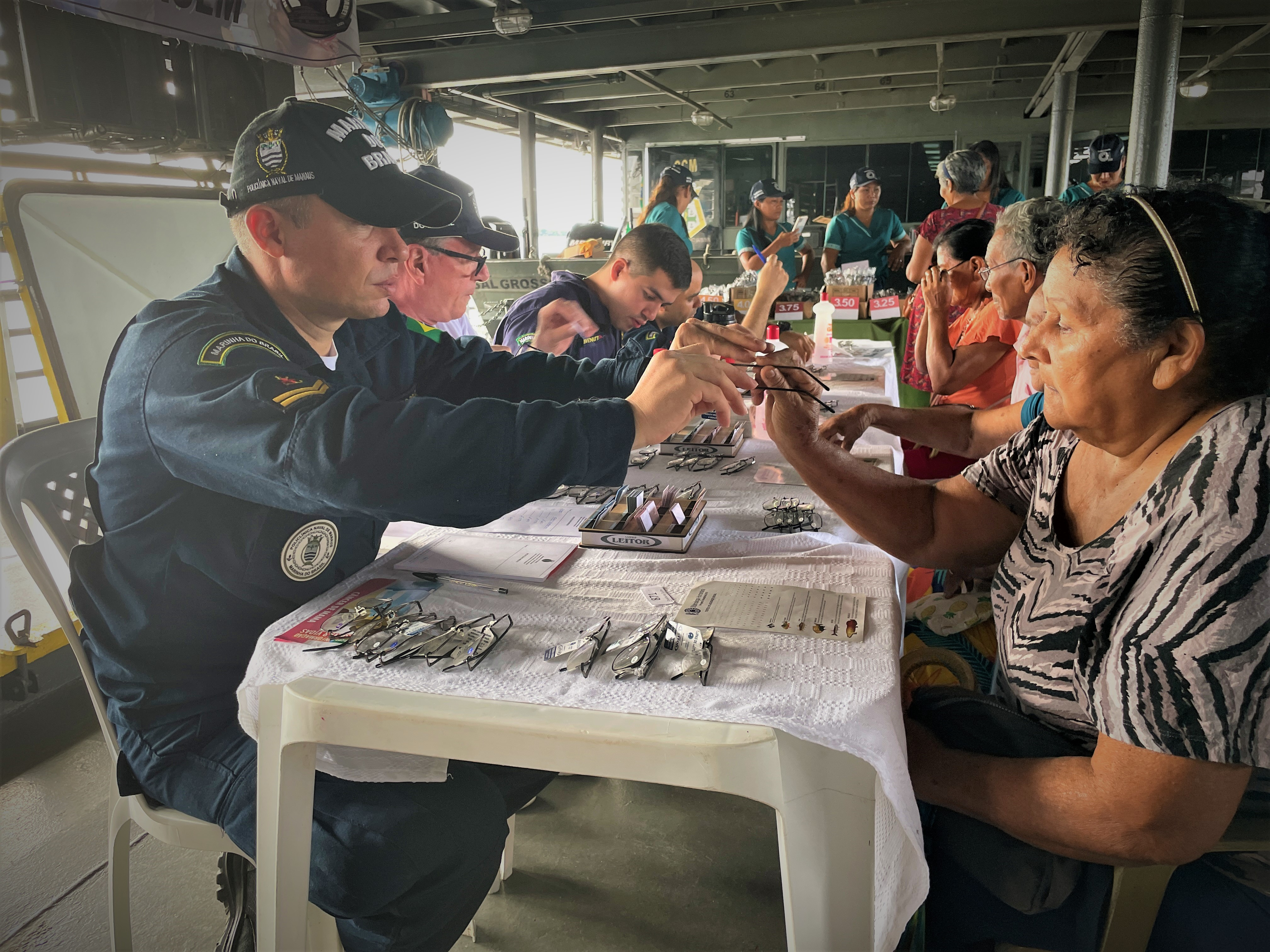
「人道眼科ミッション」にて視力矯正具を提供する医療チーム

このほか、第9回軍区に所属する他の病院船と同様、ブラジル国内の各研究所や大学病院の眼科医を招き、視力矯正眼鏡の無償配布や無料の白内障手術を提供する「人道眼科ミッション」にも従事している。本船の場合、診断までは病院船で実施するが、実際の白内障手術については内陸部の病院へ患者を移送して実施される。
2022年10月にはブラジル独立100周年を記念した「ピンク・オクトーバー作戦」を実施した。本作戦においてはサンパウロ連邦大学の学生、婦人科、皮膚科、家庭医学、小児科、乳腺科、一般外科などさまざまな専門分野の医師が乗船し、アマゾナス州の河川沿いにおいて、各種の診療・臨床処置や手術、歯科処置、乳がん検診のマンモグラフィー、そして子宮内避妊具装着術に加え、医薬品・口腔衛生キットの配布を行った。
乗員については司令官、士官8名、下士官16名、水兵25名＋医療従事者を基本的な編成とする。第9海軍管区司令部の核・生物・化学・放射線防御対応チーム（NBQR, Nuclear, Biológica, Química e Radiológica）も所属しており、任務の前後に展開海域の除染活動も実施する。またこのほか米軍と共同で行う人道医療ミッション時においては、内科、一般内科、感染症、皮膚科の米軍専門医が乗船し活動する。